# Luigi Jacono
Luigi Jacono o Iacono (Ventotene, 23 dicembre 1866 – Torre Annunziata, 2 agosto 1947) è stato un archeologo, ingegnere e saggista italiano, attivo principalmente nell'ambito dell'archeologia marittima.

## Biografia
Luigi Jacono era figlio di Giuseppe Jacono, vice pretore a Ventotene, e della cucitrice Teresa Candia. Gli Jacono (o Iacono) furono tra i primi coloni che nel 1771 iniziano a popolare l'isola di Ventotene per volontà del re Ferdinando IV di Borbone. Luigi Jacono si trasferì con la famiglia a Torre Annunziata quando era ancora un bambino, nell'abitazione situata in via Gambardella. All'età di diciotto anni, conseguì la maturità a pieni voti presso il liceo classico del Convitto nazionale Pietro Giannone di Benevento, e si iscrisse poi alla facoltà di ingegneria dell'Università degli Studi di Napoli Federico II. Tuttavia, non gli fu possibile portare a termine gli studi, in quanto la morte del padre lo costrinse ad accudire i suoi sei fratelli e le due sorelle. Pur non potendo conseguire la laurea, riuscì comunque a trovare lavoro: l'industriale napoletano Annibale Fienga lo assunse facendolo diventare consulente tecnico-amministrativo della sua azienda. Francesco Fienga, figlio di Annibale, era un appassionato collezionista e fece realizzare, all'interno del palazzo Fienga di Nocera Inferiore, un'intera ala per l'esposizione di reperti archeologici, armi, armature medievali e monete antiche, la cui catalogazione venne curata dallo stesso Jacono insieme a Karl Lehmann, ordinario di archeologia all'Università di New York.
Nonostante gli impegni lavorativi, non smise mai di dedicarsi agli studi. Le materie che prediligeva erano la tecnologia e l'archeologia marittima e svolse studi approfonditi nei porti antichi italiani, in particolare nel mar Tirreno dove raccolse importanti informazioni storiche che lo portarono a essere nominato nel 1929 ispettore generale per le opere portuali e marittime dell'antichità. Da maggio a ottobre dello stesso anno, curò la Mostra di storia della scienza di Firenze, in cui eseguì la sua prima ricostruzione sperimentale di macchine antiche. Di tale mostra rimase inedito il catalogo, pubblicato poi in forma ridotta nel 1952. Si interessò della storia e degli scavi di Pompei in collaborazione con Amedeo Maiuri e Matteo Della Corte. Nel 1910 pubblicò la monografia Osservazioni su i Viridarii Pompeiani, in cui tratta dei giardini di Pompei. Nel 1914 fece pubblicare la monografia Note di archeologia marittima dove, oltre ad argomentare sui monumenti della zona pompeiana, illustrò le antiche peschiere di Formia, Anzio  e Posillipo. Nel 1924 pubblicò Nettuno. Piscinae in litore constructae.
Il professor Amedeo Maiuri, soprintendente alle antichità per la Campania, lo invitò a visitare l'isola di Ponza, che all'epoca apparteneva alla provincia di Napoli, perché lì vi erano importanti resti di epoca romana che dovevano essere esaminati. Al ritorno da questo viaggio, nel 1926 pubblicò la monografia Solarium di una villa romana in Ponza, dove tratta dei ruderi di una grande villa che Ottaviano Augusto si era fatto costruire, dando una motivazione astronomica sulla particolare collocazione territoriale di quell'opera ingegneristica. Nello stesso anno venne nominato socio dell'Istituto archeologico germanico. Il 29 novembre 1930 gli venne conferita la nomina a socio ordinario dell'Accademia di archeologia, lettere e belle arti della Società Reale di Napoli
In seguito, sempre su richiesta di Amedeo Maiuri, fu inviato a Ventotene, dove vi erano tantissimi reperti risalenti all'epoca repubblicana. Jacono sosteneva che anche Ventotene, come Ponza, avesse fatto parte del demanio privato imperiale. Dalla minuziosa visita svolta nella sua isola natale, pubblicò nel 1934 il saggio Un porto duomillenario. In questo testo ricorda gli eventi storici degli ultimi anni della Repubblica e dei primi anni dell'Impero. La villa in cui fu esiliata Giulia, figlia di Augusto, aveva un peristilio di marmo lunense, di cui una colonna è stata utilizzata per il monumento ai caduti della prima guerra mondiale, situato in piazza Castello e la cui erezione venne diretta dallo stesso Jacono nel 1933. Il monumento quindi, dal punto di vista architettonico, rispecchia lo stile del Neoclassicismo semplificato definito anche Stile Novecento ed è considerata una corrente architettonica del Monumentalismo. È questa l'architettura preferita dal regime fascista per la sua efficacia celebrativa nell'ambiente costruito, con l'esaltazione dei fasti dell'antica Roma. 

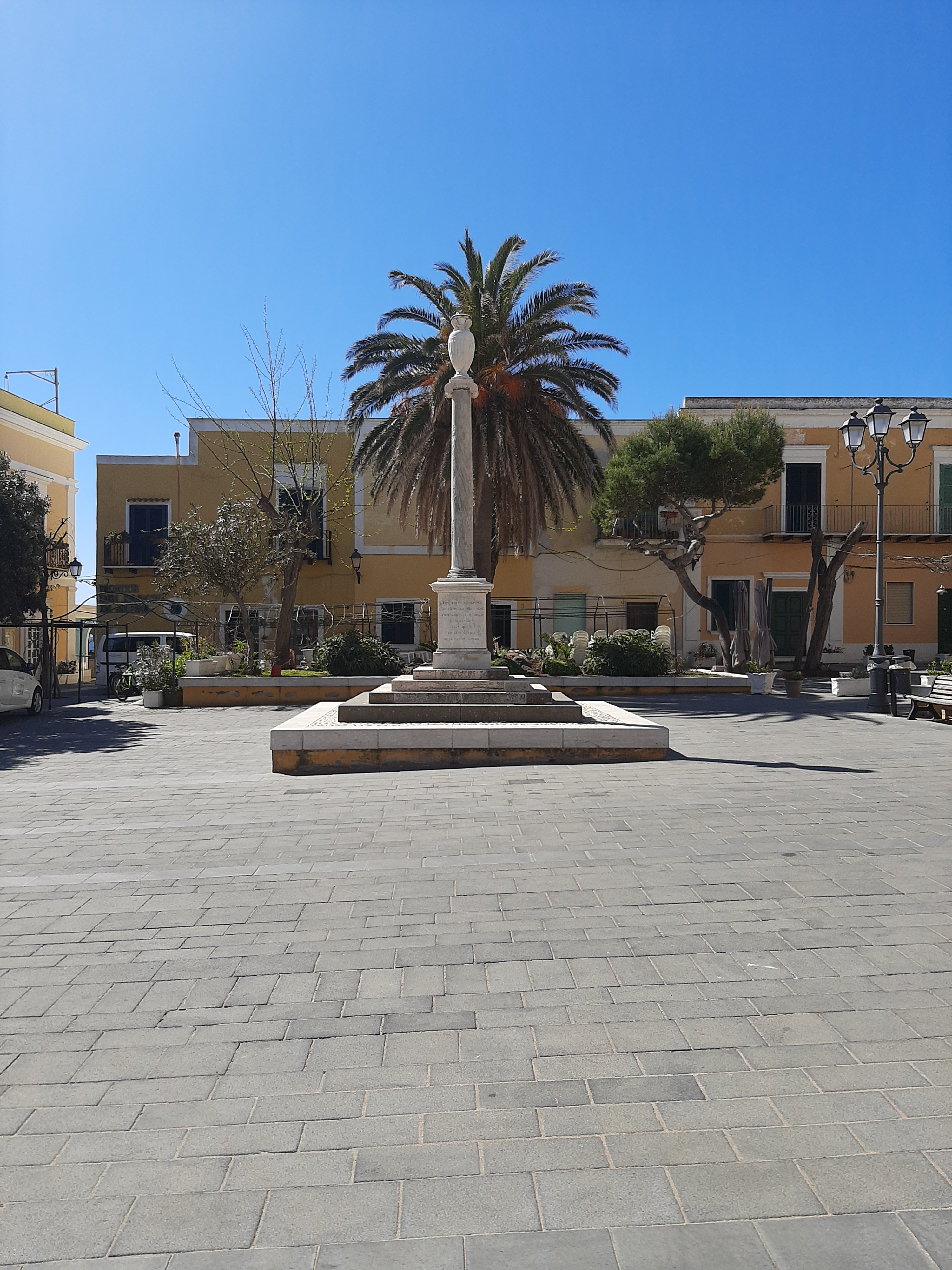
Il monumento ai caduti di Ventotene

Jacono era anche uno studioso di epigrafia latina e si occupò delle iscrizioni trovate su alcune tegole di villa Giulia. Le devastazioni compiute nei secoli scorsi avvennero per opera soprattutto dell'antiquario e diplomatico inglese William Richard Hamilton, che dal 1822 al 1825 in qualità di ministro e inviato plenipotenziario presso il Regno delle Due Sicilie spogliò anche Ponza di molti suoi beni, rendendo molto difficile il rilievo della pianta della villa, ridotta ormai alle sole radici delle mura e a qualche residuo di pavimento. Intorno alla metà degli anni trenta, Luigi Jacono ritornò a Ponza per un'altra importante opera romana: una piscina marittima. Da questi studi realizzò nel 1938 la monografia Una singolare piscina marittima in Ponza. Il 22 novembre 1938, venne nominato socio corrispondente della Pontificia Accademia Romana di Archeologia. Il 15 dicembre 1938, pubblicò sulla rivista L'ingegnere, il saggio La ruota idraulica romana di Venafro in cui si occupò di un'antica ruota, utilizzata per la macina del grano e ritrovata a Venafro dopo alcuni scavi. Questa ruota aveva un diametro di 2 metri e, secondo i calcoli di Jacono, era in grado di sviluppare una potenza di circa 3 cavalli vapore e di macinare 180 kg di grano all'ora. Di questa ruota, Jacono realizzò a sue spese una copia riprodotta in legno incatramato (secondo il sistema vitruviano), e la donò al Museo archeologico nazionale di Napoli.
Per quanto riguarda il settore tecnologico, nei primi anni del Novecento si occupò dell'allestimento della sezione di tecnologia romana all'interno del Museo archeologico di Napoli, con la ricostruzione di modelli di macchine antiche, che venne poi smantellata. Nel 1927 pubblicò La cochlea di Archimede nella descrizione vitruviana, ispirato da una pittura pompeiana in cui uno schiavo è intento ad azionare una macchina per l'elevazione dell'acqua dal sottosuolo. Nel 1934 dette alle stampe La misura delle antiche fistole plumbee, incentrato sulle reti idriche di quel tempo, calcolandone le dimensioni e le portate.
Nel Museo archeologico nazionale di Napoli sono conservati i suoi disegni del corso antico del fiume Sarno e del porto di Pompei. Insieme ad Amedeo Maiuri, partecipò all'allestimento della Mostra Augustea della Romanità al Palazzo delle Esposizioni di Roma. In questa sede, Jacono fece realizzare la riproduzione al vero del torchio dei panni da Ercolano e quella della cochlea, ossia la vite idraulica di Archimede. L'archeologo Giulio Giglioli avrebbe voluto far realizzare in legno la chiave principale dell'acquedotto di Ponza, che venne poi riprodotta a grandezza naturale e non a scala ridotta, perché, come osservò Jacono, «avrebbe dato un rubinetto». Nella sezione dedicata alle macchine industriali agricole dell'antichità, fece installare una serie di macchine per il frumento, per l'acqua, per l'agrimensura, per il vino e per l'olio. Proprio sull'olio nel 1941, pubblicò uno studio approfondito intitolato Torcular olearium, in cui descrive l'antica macchina romana che pressava le olive. Fu inoltre responsabile della sezione dedicata all'antica marineria, allestita nell'antiquarium pompeiano. Sempre nel 1941 pubblicò Il porto Giulio, in cui esegue una ricostruzione topografica dell'antico porto romano di Pozzuoli che si estendeva dal lago d'Averno fino a Baia.
Ha più volte collaborato con l'Enciclopedia Treccani, scrivendo le voci sulla meridiana (1934), sull'unità di misura del piede (1935), e sull'isola di Ponza (1935). Grazie a Luigi Jacono, è stato possibile realizzare una ricostruzione dell'antica basilica pompeiana.

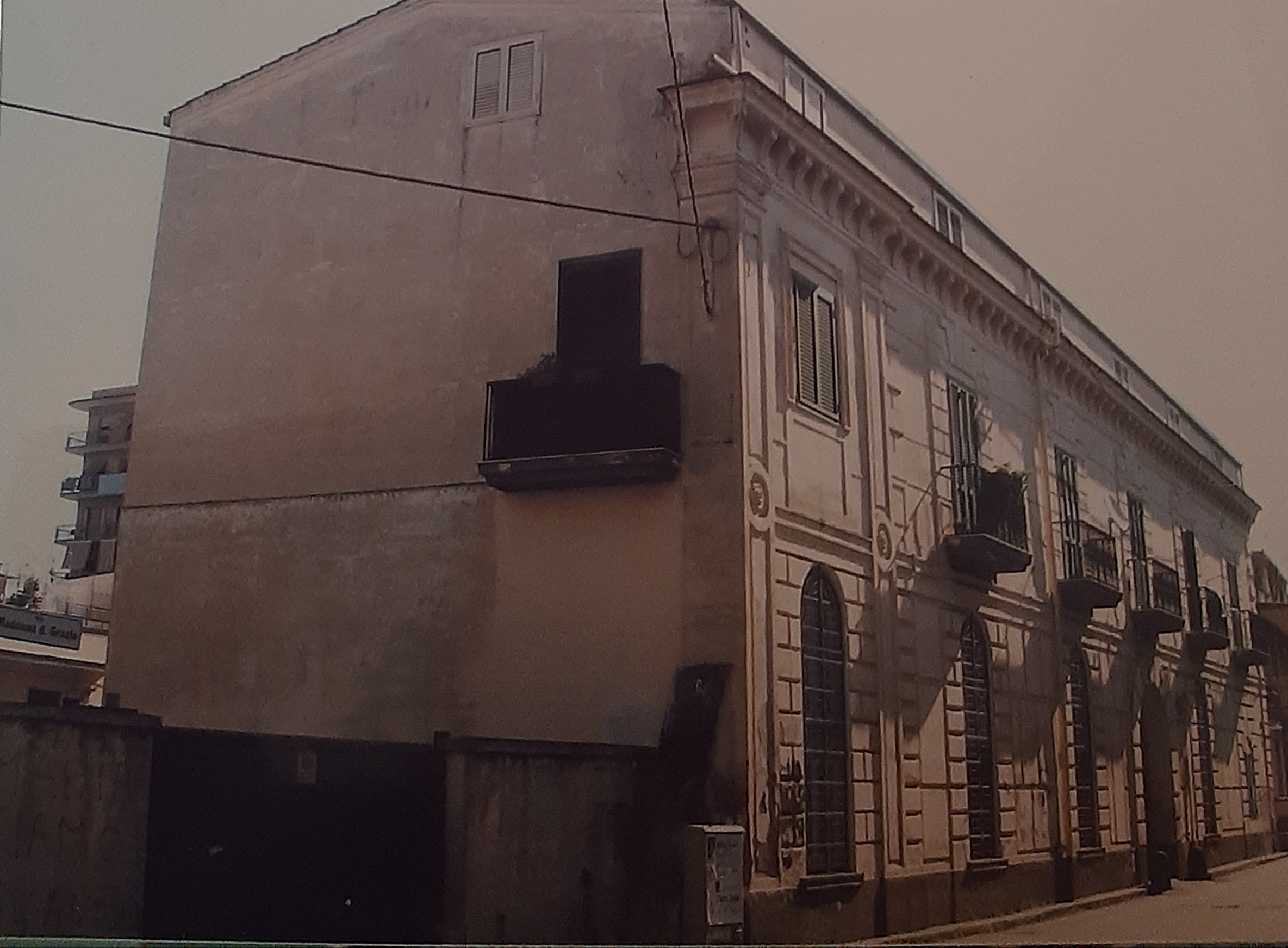
Villa D'Amelio ad Angri

Jacono si occupò di alcuni lavori su vari edifici. A Torre Annunziata si occupò degli scavi archeologici sui resti delle antiche ville di Oplontis, tra cui quella di Poppea, curò il rifacimento della villa De Falco, della cappella funebre del conte Valentino Vecchi, si occupò della sistemazione della ghiacciaia De Falco, dell'ampliamento della villa De Simone, della trasformazione del mulino De Rosa, proprietà della famiglia Fienga, e della sopraelevazione della villa Panucci. Nel centro storico restaurò il portico di accesso alla villa del sindaco e deputato Pelagio Rossi in stile pompeiano e realizzò la facciata esterna in stile classico di un caffè-bar che all'epoca vi era collocato (successivamente abbattuta). A Torre del Greco sistemò e restaurò villa Fienga (anch'essa perduta). A Nocera Inferiore ricostruì, rispettando la struttura originaria, l'antica torre normanna annessa al palazzo Fienga, mentre ad Angri riassestò la villa di Gregorio D'Amelio, allestendovi una serra floreale.
Il 5 aprile 1941 l'Accademia d'Italia gli conferì la laurea ad honorem in ingegneria e architettura.
Deceduto il 2 agosto 1947, il comune di Torre Annunziata gli ha intitolato una via il 6 aprile 1956, e lo stesso ha fatto il comune di Ventotene nel 1960. In occasione del settantesimo anniversario dalla sua morte, il 2 agosto 2017 gli è stato intitolato il museo archeologico di Ventotene.

## Opere
- Osservazione su i Viridarii Pompeiani, Torre Annunziata, Officina Grafica E. Letizia, 1910.
- Note di Archeologia Marittima, in Neapolis, Rivista di Archeologia, Epigrafia e Numismatica, Città di Castello, Officina della Società Tip. Leonardo da Vinci, 1914, pp. 353–371.
- Piscinae in litore constructae, in Notizie degli Scavi dell'Antichità, Roma, Tipografia della R. Accademia Nazionale del Lincei, 1924, pp. 333–340.
- Solarium di una villa romana nell'isola di Ponza, in Notizie degli scavi dell'Antichità, Roma, Tipografia della R. Accademia Nazionale dei Lincei, 1926, pp. 219–232.
- Della cochlea di Archimede nella descrizione vitruviana, in Notizie degli Scavi dell'Antichità, Roma, Tipografia della R. Accademia Nazionale dei Lincei, 1927, pp. 84–89.
- Un porto duomillenario (notarella preliminare), in Carlo Galassi Paluzzi (a cura di), Atti del III Congresso Nazionale di Studi Romani, Roma, Licinio Cappelli Editore, 1934, pp. 318–324.
- La misura delle antiche fistole plumbee, in Rivista di studi Pompeiani, R. Università di Napoli, Direzione ed Amministrazione presso il Prof. Emilio Magaldi, 1935, pp. 102–115.
- Una singolare piscina marittima in Ponza, in Campania Romana: studi e materiali, Napoli, edito a cura della Sezione campana degli studi romani, 1938, pp. 145–162.
- La ruota idraulica romana di Venafro, in L'ingegnere, XVII, n. 12, Milano, Industriale Grafiche Italiane Stucchi, 15 dicembre 1938.
- Il Porto Giulio, in Rendiconti della classe di scienze morali e storiche, XX, Roma, Reale Accademia d'Italia, 1941, pp. 650–676.
- Torcular Olearium, in Rivista Roma, XIX, Roma, Istituto di Studi Romani Editore, 1941, pp. 3–7.